# Umrechnung zwischen den elastischen Konstanten
Die Zusammenhänge zwischen Elastizitätsmoduln erlauben bei isotropen Materialien die Berechnung der anderen Steifigkeitsmoduln aus zwei beliebigen Werkstoffparametern. Dementsprechend sind in der Elastizitätslehre die elastischen Eigenschaften von linear-elastischen, homogenen, isotropen Materialien durch zwei Werkstoffparameter eindeutig bestimmt.

## Umrechnung zwischen den elastischen Konstanten isotroper Festkörper
| Der Modul…                                                                 | …ergibt sich aus:                         | …ergibt sich aus:                                      | …ergibt sich aus:                                  | …ergibt sich aus:                                 | …ergibt sich aus:                                                                                          | …ergibt sich aus:                                  | …ergibt sich aus:                                       | …ergibt sich aus:                                         | …ergibt sich aus:                                          | …ergibt sich aus:                                 | …ergibt sich aus:                                  |
| Der Modul…                                                                 | {\displaystyle (K,\,E)}                   | {\displaystyle (K,\,\lambda )}                         | {\displaystyle (K,\,G)}                            | {\displaystyle (K,\,\nu )}                        | {\displaystyle (E,\,\lambda )}                                                                             | {\displaystyle (E,\,G)}                            | {\displaystyle (E,\,\nu )}                              | {\displaystyle (\lambda ,\,G)}                            | {\displaystyle (\lambda ,\,\nu )}                          | {\displaystyle (G,\,\nu )}                        | {\displaystyle (G,\,M)}                            |
| -------------------------------------------------------------------------- | ----------------------------------------- | ------------------------------------------------------ | -------------------------------------------------- | ------------------------------------------------- | --- | -------------------------------------------------- | ------------------------------------------------------- | --------------------------------------------------------- | ---------------------------------------------------------- | ------------------------------------------------- | -------------------------------------------------- |
| Kompressionsmodul {\displaystyle K\,}                                      | {\displaystyle K}                         | {\displaystyle K}                                      | {\displaystyle K}                                  | {\displaystyle K}                                 | {\displaystyle (E+3\lambda )/6+}{\displaystyle {\tfrac {\sqrt {(E+3\lambda )^{2}-4\lambda E}}{6}}}         | {\displaystyle {\tfrac {EG}{3(3G-E)}}}             | {\displaystyle {\tfrac {E}{3(1-2\nu )}}}                | {\displaystyle \lambda +}{\displaystyle {\tfrac {2G}{3}}} | {\displaystyle {\tfrac {\lambda (1+\nu )}{3\nu }}}         | {\displaystyle {\tfrac {2G(1+\nu )}{3(1-2\nu )}}} | {\displaystyle M-}{\displaystyle {\tfrac {4G}{3}}} |
| Elastizitätsmodul {\displaystyle E\,}                                      | {\displaystyle E}                         | {\displaystyle {\tfrac {9K(K-\lambda )}{3K-\lambda }}} | {\displaystyle {\tfrac {9KG}{3K+G}}}               | {\displaystyle 3K(1-2\nu )\,}                     | {\displaystyle E}                                                                                          | {\displaystyle E}                                  | {\displaystyle E}                                       | {\displaystyle {\tfrac {G(3\lambda +2G)}{\lambda +G}}}    | {\displaystyle {\tfrac {\lambda (1+\nu )(1-2\nu )}{\nu }}} | {\displaystyle 2G(1+\nu )\,}                      | {\displaystyle {\tfrac {G(3M-4G)}{M-G}}}           |
| 1. Lamé-Konstante {\displaystyle \lambda \,}                               | {\displaystyle {\tfrac {3K(3K-E)}{9K-E}}} | {\displaystyle \lambda }                               | {\displaystyle K-}{\displaystyle {\tfrac {2G}{3}}} | {\displaystyle {\tfrac {3K\nu }{1+\nu }}}         | {\displaystyle \lambda }                                                                                   | {\displaystyle {\tfrac {G(E-2G)}{3G-E}}}           | {\displaystyle {\tfrac {E\nu }{(1+\nu )(1-2\nu )}}}     | {\displaystyle \lambda }                                  | {\displaystyle \lambda }                                   | {\displaystyle {\tfrac {2G\nu }{1-2\nu }}}        | {\displaystyle M-2G\,}                             |
| Schubmodul {\displaystyle G} bzw. {\displaystyle \mu } (2. Lamé-Konstante) | {\displaystyle {\tfrac {3KE}{9K-E}}}      | {\displaystyle {\tfrac {3(K-\lambda )}{2}}}            | {\displaystyle G}                                  | {\displaystyle {\tfrac {3K(1-2\nu )}{2(1+\nu )}}} | {\displaystyle (E-3\lambda )+}{\displaystyle {\tfrac {\sqrt {(E-3\lambda )^{2}+8\lambda E}}{4}}}           | {\displaystyle G}                                  | {\displaystyle {\tfrac {E}{2(1+\nu )}}}                 | {\displaystyle G}                                         | {\displaystyle {\tfrac {\lambda (1-2\nu )}{2\nu }}}        | {\displaystyle G}                                 | {\displaystyle G}                                  |
| Poissonzahl {\displaystyle \nu \,}                                         | {\displaystyle {\tfrac {3K-E}{6K}}}       | {\displaystyle {\tfrac {\lambda }{3K-\lambda }}}       | {\displaystyle {\tfrac {3K-2G}{2(3K+G)}}}          | {\displaystyle \nu }                              | {\displaystyle -(E+\lambda )+}{\displaystyle {\tfrac {\sqrt {(E+\lambda )^{2}+8\lambda ^{2}}}{4\lambda }}} | {\displaystyle {\tfrac {E}{2G}}}{\displaystyle -1} | {\displaystyle \nu }                                    | {\displaystyle {\tfrac {\lambda }{2(\lambda +G)}}}        | {\displaystyle \nu }                                       | {\displaystyle \nu }                              | {\displaystyle {\tfrac {M-2G}{2M-2G}}}             |
| Longitudinalmodul {\displaystyle M\,}                                      | {\displaystyle {\tfrac {3K(3K+E)}{9K-E}}} | {\displaystyle 3K-2\lambda \,}                         | {\displaystyle K+}{\displaystyle {\tfrac {4G}{3}}} | {\displaystyle {\tfrac {3K(1-\nu )}{1+\nu }}}     | {\displaystyle {\tfrac {E-\lambda +{\sqrt {E^{2}+9\lambda ^{2}+2E\lambda }}}{2}}}                          | {\displaystyle {\tfrac {G(4G-E)}{3G-E}}}           | {\displaystyle {\tfrac {E(1-\nu )}{(1+\nu )(1-2\nu )}}} | {\displaystyle \lambda +2G\,}                             | {\displaystyle {\tfrac {\lambda (1-\nu )}{\nu }}}          | {\displaystyle {\tfrac {2G(1-\nu )}{1-2\nu }}}    | {\displaystyle M}                                  |